# Cunaxoides biscutum
Cunaxoides biscutum är en spindeldjursart som först beskrevs av Nesbitt 1946.  Cunaxoides biscutum ingår i släktet Cunaxoides och familjen Cunaxidae. Inga underarter finns listade i Catalogue of Life.